# IK Westmannia-Köping
Idrottsklubben Westmannia-Köping (IKW Köping), tidigare IK Westmannia (IKW) var en ishockeyklubb från Köping bildad som IK Westmannia:s ishockeysektion 1937. Föreningen blev självständig 1985. Mellan åren 1937 och 1990 hette föreningen IK Westmannia, 1990 bytte namn till IK Westmannia-Köping. A-laget spelade i Division 1 säsongerna 1978/1979, 1980/1981 till 1985/1986 samt 1990/1991 till 1992/1993. 1993 gick IKW Köping i konkurs. En ny ishockeyklubb med namnet IK Köping startades. Senare bytte den namn till Köping HC. 